# قطاشية
القَطّاشيّة هي سترة بلا كُمَّين تشبه الصدرة أو البلوزة. قد يصل طولها إلى الخصر أو إلى الركبة وعادةً ما تكون مستقيمة الجوانب وليست ضيقة؛ ومع ذلك، تاريخياً، كانت القطاشيات على مقاس الجسم ومطرزة. في صناعة الملابس في القرن التاسع عشر، كانت القطاشية عبارة عن صدار على شكل صدرة رجالية.